# Yerko Leiva
Yerko Bastián Leiva Lazo (Puente Alto, Chile, 14 de junio de 1998) es un futbolista chileno que se desempeña como centrocampista y actualmente milita en Curicó Unido de la Primera B de Chile.

## Trayectoria

### Universidad de Chile
Formado en las divisiones menores del Club Universidad de Chile, fue una de las promesas azules y teniendo a su corta edad la experiencia de jugar un Mundial con la Sub-17 de Chile. El 23 de marzo de 2014 es banca en el duelo entre Universidad de Chile y Unión La Calera, en donde el cuadro universitario cae derrotado por la cuenta mínima. El 24 de enero de 2016, debutó profesionalmente por el conjunto laico, anotando un gol en la victoria 8:1 ante O'Higgins, en un partido válido por el Torneo Apertura. Tras bastantes intermitencias en sus minutos de juego, el 30 de junio de 2019 deja la U tras no llegar a un acuerdo por la renovación de su contrato.

### Unión La Calera
En agosto de 2019, a través de las redes sociales oficiales de Unión La Calera es anunciado como nuevo jugador cementero.

### Necaxa
El 16 de enero de 2020 es anunciado como refuerzo de Necaxa de la Liga MX.

### Curicó Unido
Luego de un año en México, el 1 de abril de 2021 es anunciada su cesión a Curicó Unido de la Primera División chilena. Tras dos temporadas cedido, y luego de mostrar un gran nivel, en diciembre de 2022 se anuncia la compra de sus derechos deportivos, renovando su contrato con el conjunto tortero por 3 temporadas.

## Selección nacional

### Selecciones menores
Disputó la Copa Mundial Sub-17 de 2015 en Chile, donde la selección chilena llegó hasta los octavos de final, siendo eliminada tras ser derrotada 1 a 4 por su similar de México. En dicho certamen, disputó los cuatro compromisos de su selección, siendo titular y disputando los 90' en todos ellos, además de anotar el gol del empate 1 a 1 ante Croacia a los 33' de juego, luego de una asistencia de Luciano Díaz.

#### Sudamericano Sub-20 2017
Fue convocado por Héctor Robles para disputar el Sudamericano sub-20 de 2017. En el primer partido, entró a los 90' en reemplazo de Richard Paredes. Finalmente, Chile sería eliminado en primera ronda luego de perder ante Colombia por la cuenta mínima, quedando última en su grupo y penúltima en toda la competición, solo superando a Perú, siendo esta la peor participación chilena desde el Sudamericano sub-20 de 1985, realizado en Paraguay.
El día 29 de julio de 2017, fue incluido en la nómina de 20 jugadores de proyección, categoría sub-21, que militan en el medio local, dada a conocer por la ANFP de cara a un encuentro amistoso a disputarse el 1 de septiembre del mismo año contra la selección francesa sub-21 en el Estadio Parque de los Príncipes de París. El equipo será dirigido por el entrenador de la selección chilena sub-20, Héctor Robles, en coordinación con el personal de la selección absoluta, en un trabajo de preparación que contará con la observación del cuerpo técnico que encabeza Juan Antonio Pizzi y que tiene por objeto visualizar deportistas que puedan ser considerados para incorporarse paulatinamente a la selección adulta.

#### Participaciones en selecciones menores
| Mundial                       | Sede    | Resultado        | PJ | Goles |
| ----------------------------- | ------- | ---------------- | -- | ----- |
| Copa Mundial de Fútbol Sub-17 | Chile   | Octavos de final | 4  | 1     |
| Sudamericano Sub-20 de 2017   | Ecuador | Primera fase     | 4  | 0     |

### Selección adulta
Sus buenas actuaciones en Universidad de Chile le valieron ser incluido por Juan Antonio Pizzi, técnico de la selección chilena, en la nómina de 12 jugadores del medio local que completaron un total de 29 nombres que pelearían por un cupo dentro de los 23 futbolistas que viajarían a Rusia para disputar la Copa Confederaciones 2017.
Hizo su debut a nivel absoluto el día 2 de junio de 2017, en un partido amistoso preparatorio para la Copa Confederaciones 2017, disputado en el Estadio Nacional Julio Martínez Prádanos ante Burkina Faso, ingresando a los 77' de partido por Arturo Vidal, con la camiseta número 25, y en el que cumplió una correcta actuación, sumando 13 minutos con la selección adulta. Tras el partido, se confirmó que no sería parte de la gira europea de la selección chilena previo a dicho torneo.

#### Partidos internacionales
- Actualizado hasta el 2 de junio de 2017.

| \| N.º \| Fecha \| Estadio \| Local \| Resultado \| Visitante \| Goles \| Competición \| \| ----- \| ------------------ \| --------------------------------------------------------- \| ---------- \| --------- \| ------------ \| ----- \| ----------- \| \| 1 \| 2 de junio de 2017 \| Estadio Nacional Julio Martínez Prádanos, Santiago, Chile \| Chile \| 3-0 \| Burkina Faso \| \| Amistoso \| \| Total \| Total \| Total \| Presencias \| 1 \| Goles \| 0 \| \| |                    |                                                           |            |           |              |       |             |
| N.º | Fecha              | Estadio                                                   | Local      | Resultado | Visitante    | Goles | Competición |
| 1 | 2 de junio de 2017 | Estadio Nacional Julio Martínez Prádanos, Santiago, Chile | Chile      | 3-0       | Burkina Faso |       | Amistoso    |
| Total | Total              | Total                                                     | Presencias | 1         | Goles        | 0     |             |

| Selección chilena | Selección chilena | Selección chilena |
| Año               | Partidos          | Goles             |
| ----------------- | ----------------- | ----------------- |
| 2017              | 1                 | 0                 |
| Total             | 1                 | 0                 |

## Estadísticas
| Club                         | Div.          | Temporada     | Liga  | Liga  | Copas nacionales | Copas nacionales | Torneos internacionales | Torneos internacionales | Total | Total |
| Club                         | Div.          | Temporada     | Part. | Goles | Part.            | Goles            | Part.                   | Goles                   | Part. | Goles |
| ---------------------------- | ------------- | ------------- | ----- | ----- | ---------------- | ---------------- | ----------------------- | ----------------------- | ----- | ----- |
| Universidad de Chile · Chile | 1.ª           | 2015-16       | 7     | 1     | —                | —                | —                       | —                       | 7     | 1     |
| Universidad de Chile · Chile | 1.ª           | 2016-17       | 6     | 1     | 2                | 0                | —                       | —                       | 8     | 1     |
| Universidad de Chile · Chile | 1.ª           | 2017          | 8     | 0     | 7                | 1                | —                       | —                       | 15    | 1     |
| Universidad de Chile · Chile | 1.ª           | 2018          | 11    | 1     | 7                | 2                | 1                       | 0                       | 19    | 3     |
| Universidad de Chile · Chile | 1.ª           | 2019          | 2     | 0     | —                | —                | —                       | —                       | 2     | 0     |
| Universidad de Chile · Chile | Total club    | Total club    | 34    | 3     | 16               | 3                | 1                       | 0                       | 51    | 6     |
| Unión La Calera · Chile      | 1.ª           | 2019          | 7     | 0     | 2                | 0                | —                       | —                       | 9     | 0     |
| Unión La Calera · Chile      | Total club    | Total club    | 7     | 0     | 2                | 0                | 0                       | 0                       | 9     | 0     |
| Necaxa · México              | 1.ª           | 2019-20       | 4     | 0     | —                | —                | —                       | —                       | 4     | 0     |
| Necaxa · México              | 1.ª           | 2020-21       | 8     | 0     | —                | —                | —                       | —                       | 8     | 0     |
| Necaxa · México              | Total club    | Total club    | 12    | 0     | 0                | 0                | 0                       | 0                       | 12    | 0     |
| Curicó Unido · Chile         | 1.ª           | 2021          | 26    | 3     | 2                | 0                | —                       | —                       | 28    | 3     |
| Curicó Unido · Chile         | 1.ª           | 2022          | 28    | 4     | 2                | 0                | —                       | —                       | 30    | 4     |
| Curicó Unido · Chile         | 1.ª           | 2023          | 27    | 2     | 1                | 0                | 2                       | 0                       | 30    | 2     |
| O'Higgins · Chile            | 1.ª           | 2024          | 18    | 1     | —                | —                | —                       | —                       | 18    | 1     |
| O'Higgins · Chile            | Total club    | Total club    | 18    | 1     | 0                | 0                | 0                       | 0                       | 18    | 1     |
| Curicó Unido · Chile         | 2.ª           | 2025          | 1     | 0     | 3                | 1                | —                       | —                       | 4     | 1     |
| Curicó Unido · Chile         | Total club    | Total club    | 82    | 9     | 8                | 1                | 2                       | 0                       | 92    | 10    |
| Total carrera                | Total carrera | Total carrera | 153   | 13    | 26               | 4                | 3                       | 0                       | 182   | 17    |
| 1. 2. 3.                     |               |               |       |       |                  |                  |                         |                         |       |       |

## Palmarés

### Campeonatos nacionales
| Título                    | Club                 | País  | Año    |
| ------------------------- | -------------------- | ----- | ------ |
| Primera División de Chile | Universidad de Chile | Chile | 2017-C |